# クレイグ・ファーガソン

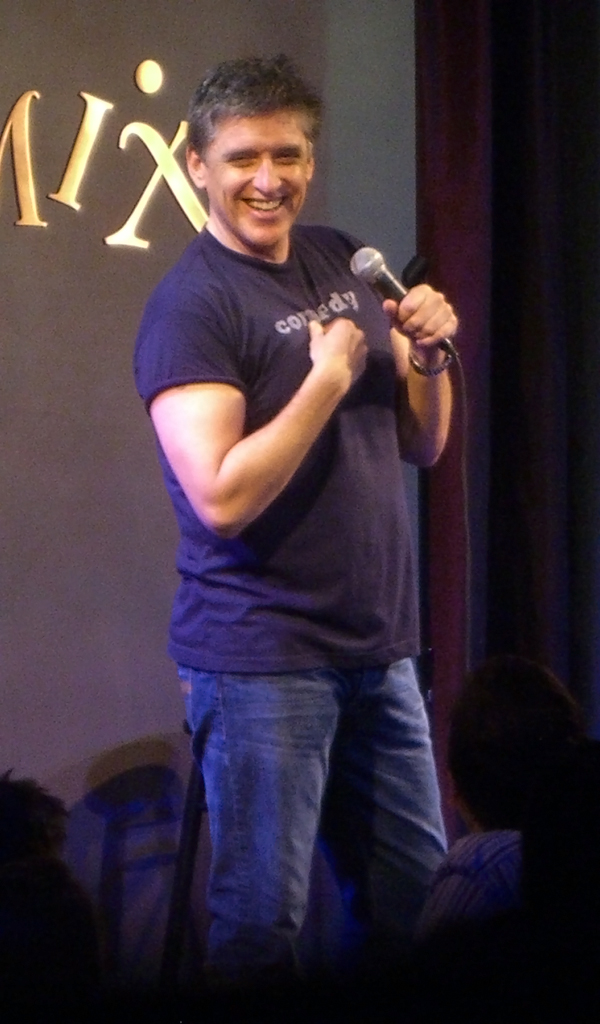
クレイグ・ファーガソン (2007年)

クレイグ・ファーガソン（Craig Ferguson、1962年5月17日 - ）は、アメリカ合衆国のテレビ司会者、コメディアン、作家、俳優。スコットランド生まれ。CBSが放映する深夜のトークショー番組「ザ・レイト・レイト・ショー・ウィズ・クレイグ・ファーガソン」の司会を2005年から2014年末まで丸10年間務めた。

## 経歴
1962年スコットランド、グラスゴー郊外に生まれる。1980年代初頭にパンク・バンドに参加。その後、1986年、英国内にて「ビング・ヒトラー」という芸名でデビュー。1994年に渡米し、1996年から2004年まで放映された「ドリュー・キャリー・ショー」では英国人ナイジェル・ウィック役を演じ、人気を博した。2003年公開の映画『アイル・ビー・ゼア』で監督デビューし同作にも俳優として出演した。2005年よりCBSのトークショー「ザ・レイト・レイト・ショー」司会を務め、裏番組であるNBCの「レイト・ナイト・ウィズ・コナン・オブライエン」と人気を争うようになる。2008年2月にアメリカ市民権を取得し、その年のホワイトハウス晩餐会に出席、ブッシュ大統領の前でスピーチをおこなった。2009年に自伝 "American on Purpose" を出版。私生活では3度結婚している。FAA公認自家用機操縦士の資格を所持している。
自身のトークショーはざっくばらんなスタイルで、番組中にトラブルや言い間違いがあってもそのまま視聴者に見せ、ネタとして使ってしまうことが多い。2007年の番組内では自分がもとアルコール中毒患者であったことを認め、一時は自殺を考えていたと明かした 。このときの経験は自著にも詳しく書かれている (ファーガソンはリハビリ後の1991年から禁酒している)。また、自分の母ジャネットや妹のリンを番組のゲストとして招いた。その母が2008年末に他界した時はジョークをやらず、約1時間の番組をまるまる使って母の思い出を語った。2009年末には番組が1000回目を迎えたが、このときファーガソンは最初から最後まで顔を出さず、すべてお気に入りのパペットを使ってショーをおこなった。